# Фоминых, Юрий Фёдорович
Ю́рий Фёдорович Фомины́х (18 марта 1937, с. Ершовка Пермской области — 18 мая 2001, Пермь) — советский и российский шашечный деятель, математик, доктор педагогических наук, член-корреспондент Российской академии естествознания. Редактор газеты «Пермский университет», ведущий шашечного отдела газеты «Вечерняя Пермь», опубликовал за 30 лет около тысячи выпусков. Судья всесоюзной категории. Входил в состав Президиума Федерации шашек РСФСР.

## Научная биография
Юрий Фёдорович Фоминых родился 18 марта 1937 года в с. Ершовка Пермской области. Родители — учителя. Школу окончил с золотой медалью.
Учился на физмате Пермского университета (закончил в 1959). Ходил в хор, драмкружок университета (которым руководил ныне известный всей стране М. А. Захаров). В драмкружке он не только играл ведущие роли, но и рисовал декорации.
По окончании университета остался работать в создаваемом Ю. В. Девингалем и Л. И. Волковыским Вычислительном центре и вел занятия со студентами по кафедре теории функций.
Научной работой начал заниматься под руководством профессора Л. И. Волковыского, который затем переехал в Ташкент, поэтому кандидатскую диссертацию «Приближенные конформные и квазиконформные отображения» защищал там же (в декабре 1974) .
Вместе с Ю. В. Девингалем и Т. А. Голощаповой участвовал в написании учебного пособия «Программирование для электронной вычислительной машины „Арагац“» для новой учебной дисциплины «Программирование на электронно-вычислительных машинах». По этому пособию долгое время учились студенты Пермского университета и других вузов.
Был членом редколлегии газеты «Пермский университет».
1975—1983 — зав. кафедрой высшей математики в Пермском сельскохозинституте.
С 1983 по 1988 — зав. кафедрой математического анализа в Пермском пединституте, позже возглавлял кафедру естественно-математических наук Пермского областного института усовершенствования учителей.
В 1995 году защитил докторскую диссертацию в Институте развития личности Российской академии образования на тему «Теоретические основы развития научного мировоззрения учащихся средней школы в системе математического образования». На защите было отмечено, что эта работа открывает новые перспективы в педагогической науке.
С 1987 г. был постоянным участником Всероссийского научного семинара преподавателей под руководством московского профессора А. Г. Мордковича.
Профессор (1995), член-корреспондент Российской академии естествознания (1996).
С 1996 года заведовал кафедрой математики Пермского военного института ракетных войск. Был в числе руководителей Учёного совета по защите кандидатских и докторских диссертаций, вёл аспирантов и соискателей учёных степеней.
Список научных трудов включает 290 наименований.

## Ю. Ф. Фоминых — шашист
В третьем классе школы увлёкся шашками, а в пятом — стал чемпионом школы.
Публиковался в газете «Вечерняя Пермь» по шашечной тематике. Более 30 лет вел в этой газете отдел «Летающая дамка», организуя конкурсы по решению шашечных задач, турниры по переписке. Его материалы знали и ценили шашисты всей страны. Был кандидатом в мастера по стоклеточным шашкам. В 1985 г. ему присвоено звание судьи всесоюзной категории.
Побеждал в чемпионате Пермской области по шашкам. Участвовал в командных соревнованиях на первенство вузов страны, в чемпионатах России. Кандидат в мастера спорта по шашкам.

## Прочее
Ю. Ф. Фоминых сотрудничал в качестве карикатуриста, иллюстратора изданий.
Семья: жена, сын — окончил МГУ, дочь получила музыкальное образование.

## Память
С 2007 года в Перми проходит блицтурнир по стоклеточным шашкам, посвящённый памяти Ю. Ф. Фоминых.